# John Madsen
John Christopher Madsen (Salt Lake City, 9 maggio 1983) è un ex giocatore di football americano statunitense.

## Nella NFL

### Stagione 2006
Preso dai rookie non selezionati dagli Oakland Raiders. Ha giocato 15 partite di cui una da titolare con 11 ricezioni per 146 yard"record personale" e un touchdown.

### Stagione 2007
Ha giocato 16 partite di cui 3 da titolare facendo 8 ricezioni per 102 yard e un touchdown.

### Stagione 2008
Ha giocato 4 partite di cui nessuna da titolare; il 12 novembre è stato svincolato.
Il 17 dicembre ha firmato con i Cleveland Browns senza mai giocare.

### Stagione 2009
Il 24 agosto è stato svincolato.

### Stagione 2010
Il 12 maggio ha firmato con i Detroit Lions.